# Lijst van presentatoren van de IKON
Dit is een lijst van (voormalige) presentatoren van de IKON.
- Jacobine Geel
- Cees Grimbergen
- Ilona Hofstra
- Sven Kockelmann
- Wim Neijman
- Paul Rosenmöller
- Annemiek Schrijver
- Dore Smit
- Aart Staartjes
- Mirjam Sterk
- André Truyman